# フリーメールサービス
フリーメールサービス（free mail）とは、必要事項（希望のメールアドレス、パスワード、契約プロバイダから提供されているメールアドレスなど）を入力すれば無料で電子メールアカウントが取得できるサービスのことで、こうしたメールアカウントをフリーメールという。

## 概要
事業者によって、「Webメール」（ブラウザからアクセス可能）か「メーラー用サーバ」（メールソフトでの設定が必要）のどちらか（または両方）を提供している。メーラー対応は、受信用はPOP3サーバ、IMAPサーバ、自動転送などのうち少なくとも一つ。送信用のSMTPサーバは提供していない事業者もある。また、プロバイダが他社のSMTPサーバの使用を認めていない場合もある。そのような場合は、契約プロバイダのSMTPサーバを使用する。Webメールは、インターネットに接続していればどこからでもブラウザで送受信ができるが、携帯電話やスマートフォンなどモバイルに対応している場合もある。
ほとんどのフリーメールサービスが広告収入によって運営されている。広告メールが配信されたり、Webメールではサイトに広告が表示されたりする。送信するメールの末端に広告が挿入される事業者もある。オプションの有料サービスに加入していれば、広告はない。

## 送受信相手などからの制限
フリーメールのメールアドレスはプロバイダを乗り換えても使い続けることができる反面、不要になった際すぐに捨てる（使用を放棄する）こともできるため「（ポイ）捨てメアド」などと揶揄されることもある。また、本人確認を行わなくても簡単に取得できることが多いため匿名性が高く、犯罪やソーシャル・ネットワーキング・サービス（SNS）での荒らしやいたずらに悪用される危険性が高くなる。それらの危険を避けるために以下のような制限を課されることがある。
- 図書館や役所など公共の施設に設置されたパーソナルコンピュータからでは、フィルタリングでWebメールにアクセスできないよう設定されることがある（これはISPのWebメールでも同様である）。
- 送信先によっては、フリーメールによるメッセージの受信を拒否され、削除される可能性がある（フリーメールでは無条件にいたずらとみなされる可能性もある）。
- 個人情報漏洩防止の観点から、会社や学校のパソコンからのアクセスや使用を禁止にしていることがある。
- メールアドレスによる認証をしているウェブサイトなどの場合、フリーメールアドレスでは利用できない事もある。
  - 大手企業の電子掲示板でメールアドレスによる認証をしている場合、書き込みができない[注 2]。
  - フリーメールのアドレスでは十分な本人確認ができないため、インターネットオークションなどへの出品ができない。サイトによっては入札すらできないこともある。
  - インターネットバンキングの連絡用メールアドレスとして、フリーメールアドレスの登録が不可になっている銀行がある。

## データ消滅の可能性
大部分のフリーメールは、一定期間（おおむね1か月から3か月程度）に1回ログインしないと、保存されているメールの全消去やアカウントの削除を行っている。Webメールとメールソフトの両方で使える場合、POPなどで送受信をしていても、サイトにログインしなければ削除されることがある。また、失ったアドレスを再取得できない場合もある。ただし、オプションの有料サービスに加入契約していれば、そのようなことはない。なお、この期間制限は目立たない箇所に表記している大手事業者が多く、意識的に探さなければ分からないことが多い。表記していない大手事業者もある。大手検索エンジンのフリーメールで、そういった規約がない時期に入会したユーザーに対しても、規約変更後は一律にそのシステムを適用した例があり、まめに規約を確認していなければこのトラブルに見舞われることがありえる。
アクセスの殺到などにより、サーバがダウンして受信が遅延したりメールが消えるなどの障害が発生しても、提供者は一切の責任を負わない。また、サービス自体の廃止が大手事業者にもあり、ユーザーに事前の告知をしなかった中小の事業者もあって、保存されていた全てのメールが消滅してしまった。
このため、定期的に使用したりログインしたりすると共に、バックアップを取ったり、POP受信もしておくなどの対策が求められる。

## セキュリティ
特定商取引に関する法律（特定商取引法）に基づく、法人名その他の企業情報を十分に明示していない事業者もある。大手のYahoo!メールも、不具合による情報漏えいで行政指導を受けた事がある（Yahoo!メール#日本）。フリーメールを提供する会社のシステムアドミニストレータは利用者のメールを覗き見ることも可能であり、社外秘（特に外部の持ち出しが禁止されているファイル）などの情報をフリーメールサービスで転送するのは情報漏洩のリスクも存在する。近年では利用者のメールを解析して広告を挿入する事業者も出てきたが、広告の挿入だけに留まらず、メールの中身を事業者側で検索可能な状態に置いているケースもあり、機密情報の漏洩を防ぐため、社員によるフリーメールの利用を制限しようと試みる企業も出てきた。
フリーメールのIDやパスワードを不正に入手しようと試みるフィッシングサイトが存在する。また、アカウント廃止後に同名のアカウントを別のユーザが取得できることもあり、定期的にメールを配信している送信元の場合、そこの会員であることが判明してしまう。リマインダー機能の仕様によっては、その送信元に登録していた住所・氏名・電話番号などの個人情報も分かる可能性があり、漏洩の危険が高くなる。

## 主なフリーメール
@以下はドメイン名。

### 現行のサービス
- Yahoo!メール（Yahoo! JAPAN） - @yahoo.co.jp、@ymail.ne.jp
- Gmail（Google） - @gmail.com
- Outlook.com（Microsoft） - @outlook.jp、@outlook.com、@hotmail.co.jp、@live.jp
- iCloudメール（Apple） - @icloud.com（アカウントの作成にはMac OSかiOSのデバイスが必要）
- AOLメール  - @aol.com、@aol.jp
- BIGLOBEメール - @***.biglobe.ne.jp（無料会員登録でwebメールの使用が可能であるが、支払方法の登録が必要）
- Vivaldiウェブメール - @vivaldi.net（メールソフトやアプリによる送受信にも対応）
- Yandex.Mail - @yandex.com（ロシアのフリーメールだが英語にでき日本からでも簡単に取得できる）
- Mail.ru - @mail.ru（同じくロシアのフリーメール）
- Zoho Mail - @zoho.com（企業向け。開封通知を要求することができる）
- Tutanota - @tutanota.com、@tutanota.de、@tutamail.com、@tuta.io、@keemail.me（エンドツーエンド暗号化が行われる）
- Cock.li - @cock.liなど（Tor Hidden Serviceに対応）
- ProtonMail - @protonmail.ch、@protonmail.com、@pm.me（エンドツーエンド暗号化が行われる。Tor Hidden Serviceに対応）

### 終了済みのサービス
- Exciteメール（エキサイト） - @excite.co.jp（2018年9月18日に、サービスを終了）
- inter7フリーメール - @inter7.jp（2014年12月20日正午に、すべてのサービスを終了）
- フリーメール - @freemail.ne.jp（2007年1月31日に、サービスを終了。運営は当初は平成電電で、2006年6月16日からはソフトバンクテレコム）

## オプションの有料サービス
一部のフリーメールには、年間または月間の料金を払うことで、受信容量の増大やアカウントの無期限保持や広告の消去が可能であり、一部サービスでは短縮ドメインが取得できる。